# پچه‌سور
پچه‌سور(به کردی: پەچەسوور، Peçesûr) روستایی از توابع بخش زیویه در شهرستان سقز است که در استان کردستان ایران قرار دارد.

## جمعیت
این روستا در دهستان گل‌تپه واقع شده و براساس سرشماری سال ۱۳۸۵، جمعیت آن ۳۶ نفر (۷ خانوار) بوده‌است.